# ステーシー
『ステーシー』は、大槻ケンヂのホラー小説である。
本記事では漫画版、映画版、舞台版についても解説する。

## あらすじ
時は21世紀初頭。15歳から17歳の少女たちが突然変死を遂げ、その屍が数十分から半日の内にゾンビとなって蘇り、人間を襲って喰らうという現象が世界中で蔓延した。さまよえる屍少女たちは、誰言うとなしに「ステーシー」と名付けられた。

### 用語
臨死遊戯状様（ニアデスハピネス N.D.H=near death happiness）
ステーシー化を間近に控えた少女たちに見られる、特有の多幸感に満ちた状態。一切の恐怖心は消し飛び、言動は支離滅裂さを帯びる。
再生屍体蝶羽状輝微粉（B.T.P=butterfly twinkle powder）
ステーシーの体表に浮き出す、特殊な体液が結晶化したともされる、紫がかった銀色の微細な粉。ハーブティーの香りがするそれは、昼間は陽光を照り返して輝き、夜の闇の中では燐光を発する。
再殺（repeat kill）
ステーシーを165分割以上の肉塊になるまで解体し、二度目の死を与える行為。“ライダーマンの右手”と呼ばれる小型チェーンソーが最適とされる。
再殺権は親族・恋人にのみ行使を許され、それができない場合は「ロメロ再殺部隊」に依頼せねばならない。
ロメロ再殺部隊
ステーシーと化した少女の親族・恋人以外で、再殺権を持つ部隊。名前はジョージ・A・ロメロより。

## 登場人物
渋川
主人公。原作では、恋人・詠子の再殺を行った後、ロメロ再殺部隊に入隊した。
ドリュー
超能力少女。
本名は明音公恵で、あだ名はハム恵である。
モモ

有田約使
学者。映画版では元医学生という設定になっている。

### 映画版のみの登場人物
ドリュー違法再殺団
映画版のみ登場。違法再殺を生業とする3人の少女のぞみ・かなえ・たまえによるチームである。
3人ともステーシー化を控えており、違法再殺によって1人100万円の資金を集める事で歌舞伎町の人気ホストであるソリマチ君に再殺してもらえる権利を買おうとする。
須永隊長
「若い娘が気に入らない」という理由でロメロに志願した中年女性。若い新入隊員を自らの愛人としてしまう癖がある。
犬神助清博士
ステーシー研究の権威。凄惨な実験をも嬉々として行う狂気の男。
松井
渋川と同じ人形劇団に所属していた青年。渋川と共に劇団に残るも失踪し、ロメロ再殺部隊に入隊する。

## コミカライズ版
作画は長田ノオト。ぶんか社『ホラーM』に連載され、単行本も同社（レーベル：ホラーMコミックス）、文庫本は角川書店（レーベル：角川ホラー文庫）より刊行。

## 映画版
小説としてのステーシーをもとにした日本のホラー映画。2001年に公開されたこの映画の監督は友松直之 。
なお、大槻ケンヂがこの映画に出演しているだけでなく、大槻ケンヂ自身のバンド特撮がこの映画の音楽も担当している。
キャッチコピーは｢新世紀に舞い降りた、戦慄の純愛。｣。

### 登場人物
- 加藤夏希 - 詠子
- 尾美としのり - 渋川
- 林知花 - のぞみ（ドリュー違法再殺団リーダー）
- 内田春菊 - 須永（ロメロ再殺部隊隊長）
- 土平ドンペイ - 春日（ロメロ再殺部隊副隊長）
- 田中要次 - 録山（ロメロ再殺部隊隊員）
- 大矢剛功 - 竹中（ロメロ再殺部隊隊員）
- 山﨑勝之 - 有田約使
- 坂本真 - 松井
- 池田早矢加 - かなえ
- 小森あみ - たまえ
- 武原由美 - カナ
- 福田麻衣 - モモ
- 石井里弥 - ナツミ
- 須山純名 - カオリ
- 志村綾子 - キヨコ
- 野上正義 - 父親
- ノーマン・イングランド - ジェフ
- 螢雪次朗 - 藤原（ロメロ再殺部隊隊員）
- 大槻ケンヂ（特別出演） - 『ブルース・キャンベルの右手・2』CMゲストタレント
- 佐伯日菜子（特別出演） - 『ブルース・キャンベルの右手・2』CMガール
- 筒井康隆 - 犬神助清博士

## 舞台版 ステーシーズ 少女再殺歌劇
モーニング娘。による『ステーシーズ』を原作としたミュージカル。
2012年6月6日から12日まで全労済ホールスペース・ゼロで上演された。

### キャスト
モーニング娘。
- 田中れいな - 詠子
- 譜久村聖 - 利江香 / 静美
- 生田衣梨奈 - 玉代
- 鞘師里保 - モモ
- 鈴木香音 - 砂置子 / 領子
- 飯窪春菜 - ミキヨ / 美伊
- 石田亜佑美 - 砂也子
- 佐藤優樹 -七緒
- 工藤遥 - ドリュー
- 河相我聞 - 渋川
- 山本匠馬 - 有田
- 白又敦 - 祐助
- 山浦徹 - 卒川隊長
- 赤星マサノリ - 小此木先生
- 真心 - 柳沢 / 詩人
- 菊池祐太 - 松井
- 郷志郎 - 雪住
- キムユス - 小杉 / 倉庫番
- 椎名茸ノ介 - 録山

### スタッフ
- 原作 - 大槻ケンヂ『ステーシーズ 少女再殺全談』（角川文庫）
- 脚本・演出 - 末満健一（ピースピット）
- 音楽 - 和田俊輔
- プロデューサー - 丹羽多聞アンドリウ（BS-TBS） / 佐々木淳子